# Facteur d'émission

L'intensité carbone de l'électricité mesure la quantité de gaz à effet de serre émise par unité d'électricité produite. Elle est exprimée en grammes d'équivalent par kilowatt-heure.

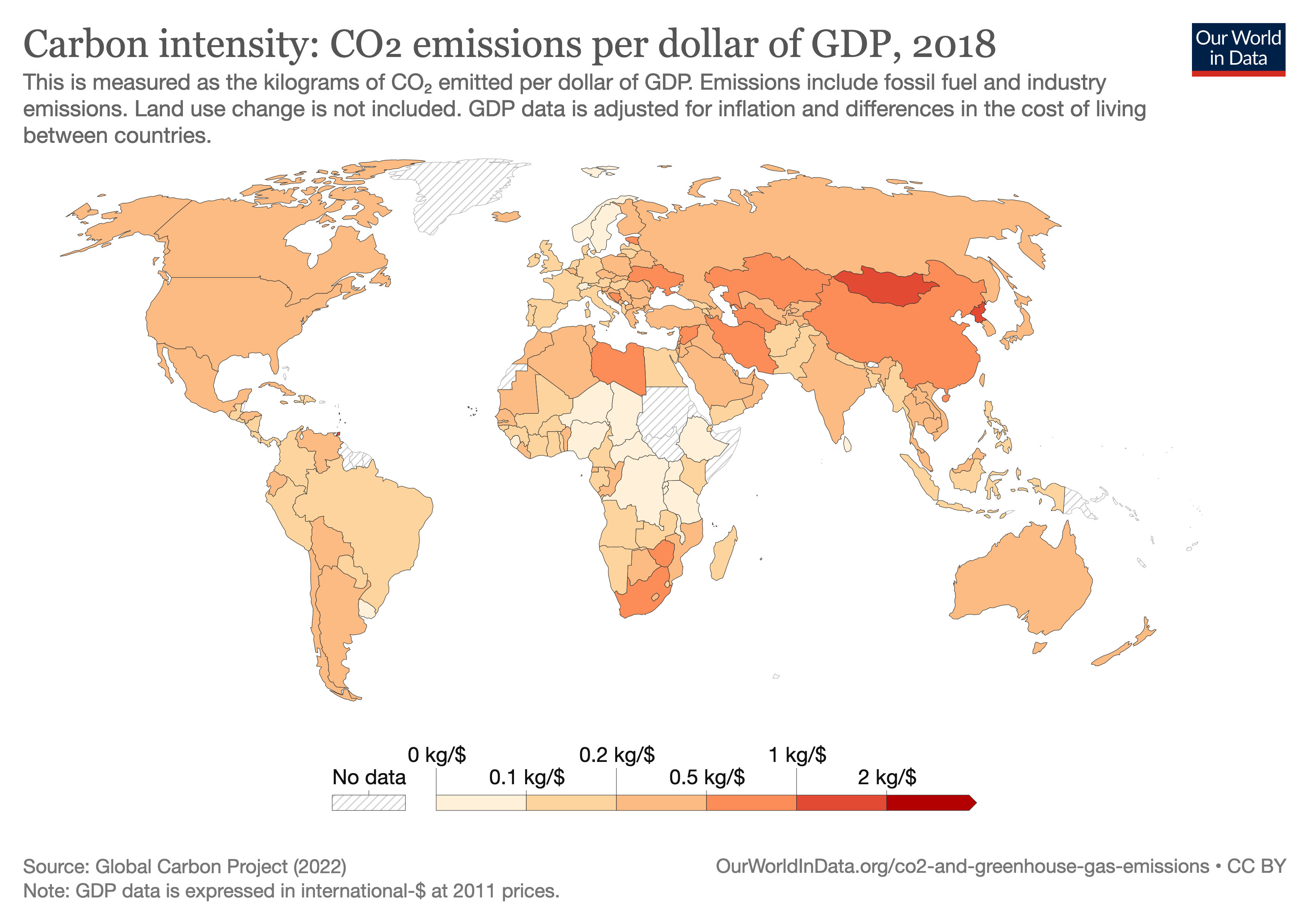
Intensité carbone des économies nationales en kilogramme de par unité de PIB (2016).

Un facteur d'émission est un ratio entre la quantité de polluants atmosphériques ou de gaz à effet de serre émis par un bien, un service ou une activité et une quantité unitaire de celui ou celle-ci. Ainsi, le facteur d'émission de dioxyde de carbone d'une centrale électrique peut être exprimé en grammes de dioxyde de carbone par kilowatt-heure d'électricité produite. Cet indicateur permet le calcul des émissions de certains polluants ou de gaz à effet de serre pour des systèmes complexes, à partir de la connaissance des facteurs d'émission de leurs composants.
L'intensité carbone est un facteur d'émission de CO2, notamment rapporté à la production d'une entreprise ou au PIB d'un pays.

## Dans le domaine des transports
Dans le transport, les facteurs d'émission sont les quantités de polluants atmosphériques ou de gaz à effet de serre émises par kilomètre parcouru et par passager ou par unité de poids, pour un véhicule ou une catégorie de véhicule (poids lourds, véhicules utilitaires légers, deux-roues, trains, navires, etc.).
Pour les véhicules routiers, sont prises en compte les émissions de CO, oxyde d'azote, HC, SO2, particules, plomb, CO2, ainsi que la contribution respective des polluants à l'effet de serre,.
Les facteurs d'émission ont en partie été déterminés sur la base de données fournies par les industriels de l'automobile, dont en France en 2006[pas clair], ainsi que leur évolution prévue sur la période 1970-2025 avec les causes de cette évolution[pas clair] (réglementations sur le contrôle les émissions des véhicules routiers). Les facteurs d'émissions publiés ont été en partie faussés par d'importants biais induits par certains fabricants (voir le scandale du Dieselgate).

## Utilisation
Les facteurs d'émission sont beaucoup utilisés dans l'évaluation du bilan carbone d'une activité ou d'un objet complexe. Ils sont également utilisés pour évaluer par modélisation certaines données d'un inventaire des émissions, par exemple pour les émissions liées aux chauffages domestiques d'un secteur d'habitation donné (estimés en grammes de SO2, de PM10, de CO, etc. par kilomètre carré et par jour).
Dans tous les cas, les facteurs d'émission doivent être déterminés par des études et mesures spécifiques ; par exemple, les émissions spécifiques de SO2, de NO2, de CO, de CO2, etc., pour un moteur particulier et par kilomètre parcouru.

## Dans le domaine de la production d'énergie
Pour caractériser les émissions liées à la production d'énergie, les facteurs d'émissions représentant une quantité de substance émise (polluant, gaz à effet de serre) par unité de combustible brûlé sont utilisés,. Il est possible d'exprimer les valeurs en différentes unités, les plus courantes étant :
- mg Nm−3 (mg/Nm3), unité qui permet notamment de vérifier les seuils réglementaires : masse de polluant (ou de GES) par normo mètre cube[8] de fumées sèches ;
- g GJ−1 (g/GJ), facteur d'émission qui permet de comparer la contribution de différentes sources d'énergie pour une même quantité d’énergie thermique produite ;
- unités utilisées pour comparer diverses sources de combustibles :
  - g kg−1 (g/kg) : masse de polluant (ou de GES) par kilogramme de combustible solide brûlé ;
  - g L−1 (g/L) : masse de polluant (ou de GES) par litre de combustible liquide brûlé :
  - g m−3 (g/m3) : masse de polluant (ou de GES) par mètre cube de gaz combustible brûlé.

Le gaz naturel liquéfié en provenance des États-Unis, produit par fracking, pourrait être aussi émissif que le charbon,.